# Так буде життя!
«Так буде життя!» — радянський чорно-білий художній фільм 1969 року, знятий режисером Альмантас Грікявічюс на кіностудії «Ленфільм» та Литовській кіностудії.

## Сюжет
У трьох сюжетах, що паралельно розвиваються — спроба усвідомити витоки героїзму воєнного часу. Перший — це спогади двох друзів, які опинилися в гітлерівському концтаборі, другий — спроба драматурга Вероніки усвідомити і відчути подвиг свого батька, і третій — зв'язок поколінь через спільне минуле.

## У ролях
- Бронюс Бабкаускас — Стяпонас (озвучив І. Єфімов)
- Вітаутас Паукште — Цезаріс (озвучив Б. Фрейндліх)
- Еугенія Байоріте — Вероніка (озвучила О. Зав'ялова)
- Моніка Міронайте — вдова Стяпонаса (озвучила В. Пугачова)
- Антанас Шурна — Ейнас (озвучив Г. Нілов)
- Артем Іноземцев — Осип (озвучив П. Кашлаков)
- Юозас Будрайтіс — Альбінас (дублював Лев Жуков)
- Юріс Стренга — фельдфебель
- Стасіс Радзявічюс — Мажиліс
- Гедимінас Гірдвайніс — телеоператор
- Гінтас Жиліс — телеоператор
- Гедимінас Карка — лікар
- Альгірдас Сабаліс — поліцай
- Лаймуте Штрімайтіте — медсестра
- Вацловас Бледіс — епізод
- Антанас Габренас — епізод
- Дануте Юроніте-Зельчювене — епізод
- Баліс Юшкявічюс — поліцай
- Броне Курміте — епізод
- Стяпонас Космаускас — епізод
- Альгімантас Масюліс — лікар
- Регіна Палюкайтіте — епізод
- Казимірас Прейкштас — ув'язнений
- Альфонас Радзявічюс — епізод
- Рімантас Сіпаріс — епізод
- Юозас Урманавічюс — німецький офіцер
- Рудольфас Янсонас — епізод
- С. Лавринович — епізод

## Знімальна група
- Режисер — Альмантас Грікявічюс
- Сценаристи — Вітаутас Жалакявічюс, Григорій Канович
- Оператор — Йонас Томашявічюс
- Художники — Йєронімас Чюпліс, Філомена Вайтекунене, Вітаутас Кісараускас